# Artyleryjski kołowy wóz rozpoznawczy
Artyleryjski kołowy wóz rozpoznawczy – prototyp polskiego transportera opancerzonego wyprodukowanego przez Hutę Stalowa Wola, przy udziale Rosomak SA i WB Electronics. Pojazd przeznaczony dla kompanijnych modułów ogniowych moździerzy M120K Rak.

## Historia
Artyleryjski wóz rozpoznawczy jest ostatnim elementem składowym kompanijnego modułu ogniowego M120K Rak. Na mocy podpisanej w 2009 umowy między Ministerstwem Obrony Narodowej a Hutą Stalowa Wola, miały powstać do 2013 dwa prototypy moździerzy kalibru 120 mm – jeden na podwoziu gąsienicowym, drugi na kołowym, oraz prototypy wozów: dowodzenia, rozpoznania artyleryjskiego, amunicyjnych oraz zabezpieczenia technicznego. Prototypu wozu rozpoznawczego nie udało się w planowanym terminie wyprodukować, gdyż zastosowane na początku podwozie AMZ Żubr nie przeszło testów, co wymusiło decyzję o zastosowaniu innego i przeprowadzenia od nowa prób.

## Konstrukcja
Pojazd został wyprodukowany na zmodyfikowanym podstawowym podwoziu transportera opancerzonego KTO Rosomak. Masa wozu wynosi około 24 t i w przeciwieństwie do bojowej wersji nie posiada możliwości pływania.   
Posiada trzy stanowiska robocze:  
- dowódcy,
- operatora głowicy optoelektronicznej -zwiadowcy,
- operatora radaru-zwiadowcy[6].

## Wyposażenie[5]
Wóz posiada dwa podstawowe podsystemy rozpoznania: pokładowy zestaw obserwacyjno-rozpoznawczy, oraz wysuwany zestaw obserwacyjno-rozpoznawczy.   
Pokładowy zestaw obserwacyjno-rozpoznawczy  składa się: 
- z radaru pola walki SR Hawk firmy SRC Inc.
- głowicy optoelektronicznej TacFlir 280-HD firmy Flir,  umieszczonych na czterometrowym wysuwanym maszcie firmy Will-Burt.

Radar SR Hawk posiada maksymalny zasięg 48 km. Pozwala lokalizować wybuchy pocisków artyleryjskich, oraz wykrywać i śledzić duże pojazdy z odległości 32 km, małe wozy z 21 km, natomiast poszczególnych żołnierzy z 12 km. Może jednocześnie obserwować 500 obiektów. 
Wysuwany zestaw obserwacyjno-rozpoznawczy, umożliwiający prowadzenie rozpoznania poza pojazdem:
- dalmierz rozpoznawczy GonioLight V-Ti, typu APDR firmy SafranVectronix. Składa się z urządzenia do pozycjonowania STERNA, wielofunkcyjnej lornetki JIM LR, oraz lornetowego dalmierza laserowego Vector.[5]

Wyposażeniem jest też system optoelektroniczny: obserwacji dookólnej z kamerami KTD-60 Kumak firmy Etronika Sp. z o.o., system nawigacji inercyjnej Talin 5000, zintegrowany system zarządzania walką Topaz i zestaw urządzeń łączności wewnętrznej FONET.
Próby i badania kwalifikacyjne zakończono w HSW na początku 2021 z wynikiem pozytywnym. Obecnie (2025) Agencji Uzbrojenia nie złożyła zamówień na produkcję pojazdu.

## Uzbrojenie i samoobrona[5]
- Zdalnie sterowane stanowisko strzeleckie ZSMU-1276 A3 z karabinem maszynowym UKM-2000C kalibru 7,62 mm.
- System samoobrony Obra-3,
- wyrzutnie granatów dymnych kalibru 81 mm.